# Retrodispersión de neutrones
La retrodispersión de neutrones (también denominada retrodifusión neutrónica) es una de las distintas técnicas de análisis de muestras basada en la dispersión inelástica de neutrones. La retrodispersión en cristales monocromadores y analizadores se utiliza para lograr una resolución energética del orden de un microelectronvoltio (µeV). Se realizan experimentos de retrodispersión de neutrones para estudiar el movimiento atómico o molecular en una escala de tiempo de nanosegundos.

## Historia
La retrodispersión de neutrones fue propuesta por Heinz Maier-Leibnitz en 1966, y puesta en práctica por algunos de sus estudiantes en una instalación de prueba en el reactor de investigación FRM I localizado en Garching bei München, Alemania. Tras esta demostración exitosa del principio, se construyeron espectrómetros permanentes en el Forschungszentrum Jülich y en el Instituto Laue-Langevin (ILL). Los instrumentos posteriores trajeron una extensión del rango de transferencia de impulso accesible (IN13 en ILL), la introducción de ópticas de enfoque (IN16 en ILL) y un aumento adicional de la intensidad mediante un diseño compacto con un interruptor de transformación de espacio de fase (HFBS en el NIST), SPHERES en el FRM II, y IN16B en el Instituto Laue-Langevin).

## Espectrómetros de retrodispersión
Los espectrómetros de retrodispersión operativos en los reactores incluyen el IN10, el IN13 y el IN16B en el Instituto Laue-Langevin, el espectrómetro de retrodispersión de alto flujo (HFBS) en el Centro Instituto Nacional de Estándares y Tecnología para la investigación de neutrones,
el instrumento SPHERES del Forschungszentrum Jülich en el FRM II
y el UEM en el ANSTO.

## Espectrómetros de geometría inversa
Los espectrómetros de geometría inversa en fuentes de espalación incluyen el IRIS y el OSIRIS en la fuente de neutrones ISIS en Rutherford-Appleton, BASIS en la Spallation Neutron Source y MARS en el Instituto Paul Scherrer.

## Instrumentos históricos
Los instrumentos históricos son el primer espectrómetro de retrodispersión que fue una instalación temporal en el FRM I y el espectrómetro de retrodispersión BSS (también llamado PI) en el reactor DIDO del Forschungszentrum Jülich (fuera de servicio).